# Lane Dwinell

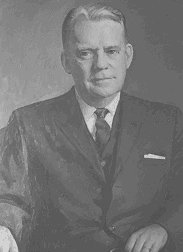
Lane Dwinell

Lane Dwinell (* 14. November 1906 in Newport, Vermont; † 27. März 1997 in Hanover, New Hampshire) war ein US-amerikanischer Politiker und von 1955 bis 1959 Gouverneur des Bundesstaates New Hampshire.

## Frühe Jahre und politischer Aufstieg
Lane Dwinell besuchte bis 1928 das Dartmouth College und dann bis 1929 die Amos Tuck School of Business Administration. Nachdem er einige Zeit als Finanzanalyst bei General Motors gearbeitet hatte, wurde er Teilhaber der Carter and Churchill Company. Später erwarb er diese Firma.
Dwinell war Mitglied der Republikanischen Partei. Im Jahr 1948 war er Mitglied einer Kommission zur Überarbeitung der Staatsverfassung von New Hampshire und von 1949 bis 1952 war er Abgeordneter und seit 1951 Präsident des Repräsentantenhauses von New Hampshire. Danach war er von 1953 bis 1954 Mitglied und Vorsitzender im Staatssenat. Im Jahr 1956 wurde er zum neuen Gouverneur seines Staates gewählt.

## Gouverneur von New Hampshire
Dwinell trat sein neues Amt am 6. Januar 1955 an. Nach einer Wiederwahl im Jahr 1958 konnte er bis zum 1. Januar 1959 in seinem Amt bleiben. In diesen vier Jahren wurden die Gehälter im öffentlichen Dienst um 17 % erhöht und das Straßen- und Autobahnnetz des Staates ausgebaut und um etwa 300 Meilen erweitert. Damals entstanden etwa 100 neue Schulgebäude für etwa 25.000 neue Schüler. Außerdem wurde das System der Haushaltsverwaltung (Accounting System) überarbeitet.
Lane Dwinell nahm als Delegierter an den Republican National Conventions der Jahre 1956, 1968 und 1972 teil. Zwischen 1969 und 1971 war er bei der Bundesagentur für Internationale Entwicklung angestellt. Danach zog er sich in den Ruhestand zurück. Gouverneur Dwinell starb im Jahr 1997 im Alter von 90 Jahren. Er war mit Elizabeth Cusman verheiratet.